# Qing'an (socken i Kina)
Qing'an (kinesiska: 清安, 清安乡) är en socken i Kina. Den ligger i provinsen Jiangsu, i den östra delen av landet, omkring 170 kilometer norr om provinshuvudstaden Nanjing.
Genomsnittlig årsnederbörd är 1 080 millimeter. Den regnigaste månaden är juli, med i genomsnitt 229 mm nederbörd, och den torraste är januari, med 19 mm nederbörd.